# Parlamentswahl in Ägypten 2010

Sitzverteilung:
Nationaldemokratische Partei, 420 Sitze
Unabhängige (NDP-nah), 53 Sitze
Neue Wafd-Partei, 6 Sitze
National-Progressive Unionistische Partei, 5 Sitze
al-Ghad-Partei, 1 Sitz
andere Parteien, 3 Sitze
andere Unabhängige, 16 Sitze
Ernannte Mitglieder, 10 Sitze

Die Parlamentswahlen in Ägypten 2010 fanden in einer ersten Runde am 28. November 2010 statt, Stichwahlen am 5. Dezember 2010. Es wurden die 508 Sitze des ägyptischen Parlaments festgelegt. Zehn zusätzliche Sitze bestimmte der Präsident. Aufgrund einer Mischung aus offenkundigem Wahlbetrug und Boykott der wichtigsten Oppositionsparteien errang die regierende Nationaldemokratische Partei von Hosni Mubarak knapp 80 % der zu vergebenden Sitze.

## Teilnehmer
Unter anderem wollte die damals verbotene Muslimbruderschaft als größte Oppositionspartei an den Wahlen teilnehmen. Laut eigenen Angaben war sie seit der Ankündigung polizeilichen Verfolgungen ausgesetzt. Rund 150 Mitglieder seien verhaftet und nach einiger Zeit wieder freigelassen worden. Direkt vor dem Wahltag sprach die Gruppe von tausend festgenommenen Mitgliedern. Von der Muslimbruderschaft wurden für 508 Sitze 135 Kandidaten aufgestellt. Davon wurde circa ein Fünftel im Vorfeld von der Wahlkommission disqualifiziert. Bei den letzten Wahlen 2005 hatte die Muslimbruderschaft ein Fünftel der Stimmen geholt. Da die Bewegung verboten war, kandidierten ihre Mitglieder als unabhängige Kandidaten.
Der Oppositionspolitiker Mohammed el-Baradei rief im September 2005 zu einem Boykott der Wahl auf. Die Kifaya-Bewegung rief ebenfalls zu einem Boykott auf.

## Durchführung

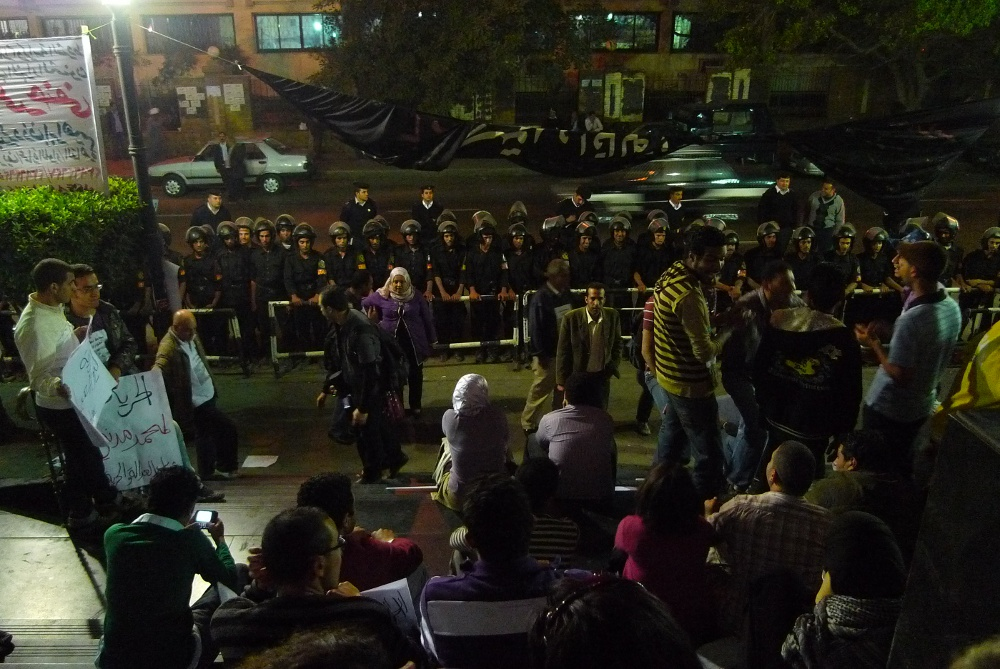
Proteste gegen das Wahlergebnis in Kairo

Bei den Wahlen kam es zu gewaltsamen Zusammenstößen mit Waffeneinsatz. Dabei kamen vier Menschen ums Leben. Es gab viele Berichte über Wahlfälschungen. So wurden nicht alle Wähler zu der Wahlurne gelassen und der Stimmenkauf war weit verbreitet.
Nach ersten offiziellen Ergebnissen entfallen nach dem ersten Wahlgang 207 der 508 Sitze auf die Regierungspartei NDP. Die Muslimbruderschaft konnte im ersten Wahlgang kein Mandat sichern. Die Wahlbeteiligung lag bei 35 Prozent.
Die Stichwahl fand am 5. Dezember statt. Von der Muslimbruderschaft wären noch circa 24 Kandidaten vertreten. Allerdings gab sie ebenso wie die Neue Wafd-Partei bekannt, dass sie die Stichwahl boykottieren. Als Gründe wurden die massiven Wahlfälschungen der Regierungspartei angegeben.

## Gesamtergebnis
Unter diesen Bedingungen errang die Partei des Präsidenten 420 der 508 zu vergebenden Sitze, 70 gingen an unabhängige Kandidaten, 14 Sitze an andere Parteien, darunter die Wafd-Partei mit 6 Sitzen und die Progressive Nationale Unionistische Partei mit 5 Sitzen. Die Ergebnisse für vier weitere Sitze wurden „wegen Gewalttätigkeiten während des Wahlprozesses“ nicht bekannt gegeben. Damit haben die Muslimbrüder, also die größte Oppositionspartei, ihre gesamten bisher 88 Sitze eingebüßt und keiner der 100 anerkannten Oppositionsführer und bisherigen, unabhängigen Parlamentarier hat seinen bisherigen Sitz erneut erringen können.
|        | Nationaldemokratische Partei       | 420 | 330 | +90 | 81,0 % |  |  |  |
|        | Unabhängige (NDP)                  | 53  | 0   | +53 | 10,2 % |  |  |  |
|        | Neue Wafd-Partei                   | 6   | 5   | +1  | 1,1 %  |  |  |  |
|        | Tadschammu-Partei                  | 5   | 1   | +4  | 0,9 %  |  |  |  |
|        | al-Ghad-Partei                     | 1   | 1   | +0  | 0,2 %  |  |  |  |
|        | Nasseristische Partei              | 0   | 0   | +0  | 0,0 %  |  |  |  |
|        | Liberale Partei                    | 0   | 0   | +0  | 0,0 %  |  |  |  |
|        | Soziale Gerechtigkeitspartei       | 1   | -   | +1  | 0,2 %  |  |  |  |
|        | Demokratische Generationspartei    | 1   | -   | +1  | 0,2 %  |  |  |  |
|        | Partei des demokratischen Friedens | 1   | -   | +1  | 0,2 %  |  |  |  |
|        | Unabhängige (Muslimbruderschaft)   | 1   | 88  | −87 | 0,2 %  |  |  |  |
|        | Unabhängige (andere)               | 15  | 19  | −4  |        |  |  |  |
|        | Noch im Antritt                    | 4   |     |     |        |  |  |  |
|        | Ernannte Abgeordnete               | 10  | 0   | 0   | 1,9 %  |  |  |  |
| Gesamt | Gesamt                             |     |     | 518 |        |  |  |  |